# Aprostocetus ptarmicae
Aprostocetus ptarmicae är en stekelart som beskrevs av Graham 1987. Aprostocetus ptarmicae ingår i släktet Aprostocetus och familjen finglanssteklar. Inga underarter finns listade i Catalogue of Life.